# Конкубина
Конкубина (Konkubine; concubitus) в древността е жена, живееща с мъж в открита, нескривана връзка. Te живеят в конкубинат, неудостоверен чрез брак. За разлика от многоженството, децата, родени от тази връзка, нямат право на наследство от баща си. В Древен Рим родените деца от такава небрачна връзка получавали името на майка си и се смятали за illegitim.
Войниците от римската войска до края на II век пр.н.е. имали право да се женят след 25-годишната си военна служба, за което са награждавани с получаване на римско гражданство (Военна диплома). Затова често са живели в конкубинат.